# 村山絢香
村山 絢香（むらやま あやか）は、元NHK盛岡放送局キャスター、元千葉テレビ放送アナウンサーである。

## 略歴
千葉県習志野市出身。フェリス女学院大学国際交流学部 国際交流学科卒業。大学在籍時には日本テレビ『恋のから騒ぎ』に第17期生として1年間出演した。
2011年4月、大学卒業と同時にNHK盛岡放送局に契約キャスターとして入局した。夕方のニュース情報番組『おばんですいわて』などに出演した後、2015年3月に退局した。
2015年4月、千葉テレビ放送にアナウンサーとして入社した。『NEWSチバ』のキャスターを始め、スポーツ番組のリポーターや特別番組の出演・ナレーター等幅広く活動した。
2017年7月3日、自身のブログで結婚を発表した。同年12月、妊娠を機に千葉テレビを退局した。12月28日放送の『NEWSチバ930』がチバテレアナウンサーとしての最終出演となった（後任は竹内里奈）。
2018年3月1日、第一子となる女児を出産したことを自身のブログで明かした。2021年に第二子となる女児を出産した。2024年に第三子となる女児を出産し三姉妹の母となった。

## 人物・エピソード
- 趣味はバイオリン、ピアノ、料理、ボディボード、ゴルフなど。
- 特技はハンドマッサージ。
- 資格：雑穀エキスパート、酵素シロップマイスター、メディカルハーブコーディネーター、薬膳コーディネーター、

　　　　　ベジタブル＆フルーツアドバイザー、紅茶コーディネーター、アロマヒーリングセラピスト、ビューティーアロマアドバイザーなど。
- 「NEXCO東日本SA・PAメニューコンテスト全国大会」茨城県・栃木県・千葉県ブロック大会の審査員を務める。
- 2016年6月12日、当時の皇太子および皇太子妃の臨席のもと、国土交通大臣、千葉県知事、千葉県議会議長、柏市長等が出席し開催された、第27回全国「みどりの愛護」のつどいで司会を務めた。
- 2016年10月27日、開局45周年記念「ジャガーさん社長賞授賞式」で司会を担当[4]。
- 2016年11月30日、40年の営業を終えた千葉パルコの閉店セレモニーで司会を務めた[5]。
- 「NEXCO東日本『どんぶり王座決定戦!』」千葉県・神奈川県ブロック大会の審査員を務める。（2016年12月）
- 秋の全国交通安全運動『市川警察署1日署長』（2017年9月）
- 先述の結婚発表以後、左手の薬指に指輪をするようになる。
- 生年月日は公表されていないが、2018年1月時点で「今年は20代最後の年[2]」との記載があるので、1989年生まれ（平成元年）と思われる。

## 担当番組

### 千葉テレビ放送
- NEWSチバ600・930（2015年5月 - 2017年12月 ）
- シャキット!（2015年4月 - 2016年4月） - 金曜のお天気キャスター
- ええじゃないか。（三重テレビ放送制作） - 千葉市の旅でのゲスト出演。
- ちば経済最前線（2015年10月 - ）
- 2016年茨城県立高校入試解答と解説（進行）[6]
- 選挙特番
  - 統一地方選挙特番（2015年4月12日・4月26日）
  - 市原市長選挙特番（2015年6月7日）
  - 参議院選挙2016開票速報特番（2016年7月10日、中継リポーター）
  - 鴨川市長選挙特番（2017年3月5日）
- 高校野球ダイジェスト（2015年7月、2016年7月、2017年7月、スタンドリポーター）
- 第95回全国高等学校ラグビーフットボール大会千葉県大会（2015年11月、スタンドリポーター）
- 第96回全国高等学校ラグビーフットボール大会千葉県大会（2016年11月、スタンドリポーター）
- 第97回全国高等学校ラグビーフットボール大会千葉県大会（2017年11月、スタンドリポーター）
- 高校バスケウィンターカップ千葉県大会（2017年10月、リポーター）
- 熱血BO-SO TV『熱血ちばキャラ運動会』（2015年12月19日・12月26日、総合司会）
- 目指せ!! アウトレット芸人3（2016年7月〜、司会進行）
  - 目指せ!! アウトレット芸人3〜総集編スペシャル〜（2016年1月1日・16：00〜16：30）
- ちばアクアラインマラソン2016（2016年10月23日、中継地点リポーター）
- 特別番組『ソウル美容の旅 〜韓国で美しくなろう〜』（2016年11月19日、村山がツーリストとして韓国を訪ねる）
- 報道特番
  - ちばこの1年2016（2016年12月31日・8：00 - 8：30）
  - 東日本大震災被災地「旭」亡き夫の想いと生きて〜模型船作家の妻〜（2016年12月31日・15：00 - 15：55、ナレーション）
- ビジネススタイルスペシャル（2016年1月1日・12：00 - 12：45）
- 2017年千葉県公立高校入試解答と解説（進行）
- Bリーグ千葉ジェッツ選手インタビューコーナー担当
- 特番『宝くじドカーンと8000万円スペシャル〜千葉版〜夏キラキラ宝くじ関東、中部、東北自治宝くじ抽選会!』　司会進行

### NHK盛岡放送局
- おばんですいわて（メインキャスター／リポーター）
- NHK総合お元気ですか日本列島
- NHK総合情報まるごと（中継リポーター出演）
- NHK第一ラジオ午後のまりやーじゅDa!Da!!スペシャルin盛岡　(リポーター出演)
- NHK総合ろーかる直送便『シリーズいわて！出発！シゴハチ！SL復活一年の軌跡』（リポーター、ナレーター出演）
- JR東日本いわてディスティネーションキャンペーンポスターモデル　各局の民放アナウンサーと共にキャンペーンモデルを務める。